# 電通四季劇場［海］
電通四季劇場［海］（でんつうしきげきじょう［うみ］、英語：The Dentsu Shiki Theatre, UMI）は、東京都港区東新橋（汐留）の電通本社ビル内に存在する劇場である。

## 概要
汐留シオサイトに建てられた電通本社ビル内の都市型複合施設「カレッタ汐留」に、劇団四季にとっては浜松町の四季劇場・春、秋に続き、首都圏3番目のホールとして、2002年（平成14年）12月にオープンした。
客席数は公式には1,216席。1階の前方部分は車椅子に対応することができ、座席を取り外すことで車椅子スペースが約50席確保できる。また、客席と舞台の一体感が高まるよう、2階席最前列は、1階席中央あたりにまでせり出す舞台設計となっている。オーケストラピットは最大25名ほどの演奏者が入れることができる。
こけら落し公演は、『マンマ・ミーア!』。
［海］ という劇場名は、電通の代表取締役社長（当時）の成田豊による命名である。成田はかつて海軍兵学校で学んでおり、海に対する思い入れが強いことが理由である。
2015年5月開幕した『アラジン』より劇場名が『大同生命ミュージカルシアター電通四季劇場［海］』となった。大同生命は同公演の特別協賛企業でもある。
2023年1月10日～8月初旬まで、長期保守点検が予定されている。

## 上演記録
- マンマ・ミーア! （2002年12月1日 - 2004年11月28日）
- はだかの王様 （2004年12月23日・24日） 日本赤十字社主催のチャリティー公演として上演
- オペラ座の怪人 （2005年1月12日 -2007年3月21日）
- ウィキッド （2007年6月17日 - 2009年9月6日）
- アイーダ （2009年10月3日 - 2010年9月5日）
- 劇団四季 ソング&ダンス55ステップス （2010年9月23日 - 11月21日）
- マンマ・ミーア!（2010年12月12日 - 2011年9月4日）
- オペラ座の怪人（2011年10月1日 - 2013年6月15日）
- ウィキッド（2013年8月3日 - 2014年11月16日）
- 劇団四季 FESTIVAL! 扉の向こうへ（2014年12月20日 - 2015年2月20日）
- アラジン（2015年5月24日 - ロングラン公演中）
  - 長期保守点検の為、2023年1月10日から8月26日まで休演

## アクセス
鉄道
- JR東日本
  - 山手線・京浜東北線 新橋駅より徒歩約6分
- ゆりかもめ
  - 汐留駅より徒歩約3分
- 都営地下鉄
  - 浅草線新橋駅より徒歩約5分・大江戸線汐留駅より徒歩約1分
- 東京メトロ
  - 銀座線新橋駅より徒歩約7分